# Ust-Kubinsky (huyện)
Huyện Ust-Kubinsky (tiếng Nga: ? райо́н) là một huyện hành chính tự quản (raion), của Tỉnh Vologda, Nga. Huyện có diện tích 2598 km², dân số thời điểm ngày 1 tháng 1 năm 2000 là 10500 người. Trung tâm của huyện đóng ở Ustye.